# Deuterokanoniske Bøger
De Deuterokanoniske Bøger kaldes også de Gammeltestamentlige Apokryfer og anerkendes som del af Bibelen af de ortodokse kirker og den romersk-katolske kirke, mens de protestantiske kirker ser forskelligt på dem: De reformerte kirker afviser dem fuldstændigt, mens Luther havde en mere positiv holdning. De havde en lavere status end de kanoniske skrifter men var alligevel "gode og nyttige at læse". Indtil slutningen af 1800-tallet blev de trykt som et tillæg til Det gamle Testamente. Derefter blev de udeladt. Efter 1960 er der danske bibeludgaver med dem fx Det Danske Bibelselskabs online-udgave af Bibelen.
Bøgerne er jødiske skrifter fortrinsvis fra omkring vor tidsregnings begyndelse, der foregiver at være skrevet af bibelske personer.
Skrifterne var med i den græske oversættelse af Det gamle Testamente men ikke medtaget i den ca. 90 e.Kr. fastlagte kanon for den jødiske hebraiske bibel. 
- Tobits Bog
- Judits Bog
- Tilføjelser til Esters Bog
- Første Makkabæerbog
- Anden Makkabæerbog
- Visdommens Bog
- Siraks Bog
- Manasses Bøn
- Baruks Bog
- Jeremias' Brev
- Tilføjelser til Daniels Bog